# 22e division d'infanterie (Empire allemand)
Pour les articles homonymes, voir 22e division d'infanterie.
La 22e division d'infanterie est une unité de l'armée allemande qui participe à la guerre franco-allemande de 1870 et à la Première Guerre mondiale. Au déclenchement du conflit, la 22e division d'infanterie forme avec la 38e division d'infanterie le 9e corps d'armée rattaché à la 3e armée. Elle fait partie des unités allemandes transférées sur le front de l'est à la fin du mois d'août pour soutenir les troupes de la 8e armée. Elle arrive à temps pour participer à la première bataille des lacs de Mazurie. De septembre 1914 à octobre 1917, la division reste sur le front de l'est où elle combat lors des offensives de Gorlice-Tarnów, Broussilov et Kerenski. Au cours de l'année 1918, la division participe aux combats défensifs lors de la seconde bataille de la Marne, puis dans le nord de la France dans la région de Cambrai puis de la Scarpe. Après la signature de l'armistice, la division est transférée en Allemagne où elle est dissoute au cours de l'année 1919.

## Guerre franco-allemande de 1870

### Composition en 1870
- 43e brigade d'infanterie

32e régiment d'infanterie
95e régiment d'infanterie (de)
- 44e brigade d'infanterie

83e régiment d'infanterie
94e régiment d'infanterie
- 13e régiment de hussards

### Historique
La 22e division d'infanterie participe à la guerre franco-allemande de 1870, elle combat lors de la bataille de Frœschwiller-Wœrth puis à la décisive bataille de Sedan. Elle prend part au siège de Paris avant de participer à la campagne de la Loire où elle est engagée dans les batailles de Loigny, d'Orléans et du Mans.

## Première Guerre mondiale

### Composition
La zone de recrutement de la 22e division d'infanterie est la province de Hesse-Nassau, lors de la présence de la division sur le front de l'est, la proportion de soldats originaires d'Alsace ou de Lorraine a augmenté significativement.

#### Temps de paix, début 1914
- 43e brigade d'infanterie (Cassel)

82e régiment d'infanterie (de) (Göttingen)
83e régiment d'infanterie (Cassel), (Bad Arolsen)
- 44e brigade d'infanterie (Cassel)

32e régiment d'infanterie (Meiningen)
167e régiment d'infanterie (Cassel), (Mühlhausen)
- 22e brigade de cavalerie (Cassel)

5e régiment de dragons (Hofgeismar)
14e régiment de hussards
- 22e brigade d'artillerie de campagne (Cassel)

11e régiment d'artillerie de campagne (Cassel), (Fritzlar)
47e régiment d'artillerie de campagne

#### Composition à la mobilisation - 1915
- 43e brigade d'infanterie

82e régiment d'infanterie
83e régiment d'infanterie
- 44e brigade d'infanterie

32e régiment d'infanterie
167e régiment d'infanterie
- 22e brigade d'artillerie de campagne

11e régiment d'artillerie de campagne
47e régiment d'artillerie de campagne
- 11e bataillon de chasseurs à pied (de)
- état-major et 3e escadron du 6e régiment de cuirassiers
- 1er compagnie du 11e bataillon de pionniers (bataillon de pionniers électoral hessois)

#### 1916
- 43e brigade d'infanterie

82e régiment d'infanterie
83e régiment d'infanterie
167e régiment d'infanterie
- 22e brigade d'artillerie de campagne

11e régiment d'artillerie de campagne
47e régiment d'artillerie de campagne
- 2 escadrons du 6e régiment de cuirassiers

#### 1917
- 43e brigade d'infanterie

82e régiment d'infanterie
83e régiment d'infanterie
167e régiment d'infanterie
- 22e commandement d'artillerie divisionnaire

11e régiment d'artillerie de campagne
- 2 escadrons du 6e régiment de cuirassiers

#### 1918
- 43e brigade d'infanterie

82e régiment d'infanterie
83e régiment d'infanterie
167e régiment d'infanterie
- 22e commandement d'artillerie divisionnaire

11e régiment d'artillerie de campagne (sans les 4e et 5e batteries)
50e bataillon d'artillerie à pied
- 6 escadrons du 6e régiment de cuirassiers

### Historique
Au déclenchement du conflit, la 22e division d'infanterie est associée à la 38e division d'infanterie pour former le XIe corps d'armée rattachée à la IIIe armée allemande.

#### 1914
- 2 - 16 août : la 43e brigade de la 22e division d'infanterie est engagée dans la bataille de Liège.
- 16 - 24 août : la division est reconstituée, à partir du 20 août elle est engagée dans le Siège de Namur.
- 25 - 30 août : retrait de la ligne de combat et transfert par V.F. vers le front de l'est en Prusse orientale[2].
- 31 août - 15 septembre : engagée à partir du 7 septembre dans la première bataille des lacs de Mazurie.
- 16 septembre 1914 - 30 avril 1915 : occupation d'un secteur en Pologne.

28 septembre - 30 octobre 1914 : engagée dans la bataille de la Vistule.
avril 1915 : le 32e régiment d'infanterie est transféré à la 103e division d'infanterie nouvellement formée.

#### 1915
- 1er mai - 2 juin : occupation d'un secteur en Pologne.
- 2 juin - octobre : engagée dans l'offensive de Gorlice-Tarnów, la division devient indépendante, elle est rattachée à la XIe armée de Mackensen. Poursuite des troupes russes, la division franchit le San vers Sieniawa et atteint Pinsk. La division s'installe le long de la Styr, guerre de position, elle est rattachée à la IVe armée austro-hongroise[2].
- octobre 1915 - mars 1916 : occupation d'un secteur du front en Volhynie.

#### 1916
- mars - juin : retrait du front, mouvement vers la Courlande, la division est rattachée à la VIIIe armée allemande de Otto von Below, dans la région de Vilnius en mai puis de Mitau.
- juin - décembre : retrait du front, mouvement vers la Galice ; fait partie des troupes allemandes envoyées en renfort pour contenir les troupes russes lors de l'offensive Broussilov le long de la Zolota Lypa.
- décembre 1916 - janvier 1917 : mouvement sur le front de Roumanie, combat en Moldavie.

#### 1917
- janvier - 7 octobre : retrait du front et mouvement vers la Zolota Lypa ; occupation de ce secteur de front.

début juillet la division est dans la région de Volhynia.
7 - 9 juillet : retrait du front, mouvement vers Ternopil.
15 juillet : engagée dans la contre-offensive des empires centraux lors de l'offensive Kerenski, pertes très lourdes devant la résistance russe. Puis occupation d'un secteur dans cette région.
- 8 - 14 octobre : retrait du front, transport par V.F. vers le front de l'ouest par Berejany, Torgau, Erfurt, Francfort-sur-le-Main, Mayence, Sarrebruck, Thionville et Montmédy[2].
- 14 - 30 octobre : repos et instruction.
- 31 octobre - décembre : en ligne sur le front de Verdun, sur la rive gauche de la Meuse vers Forges-sur-Meuse, actions locales avec peu de pertes.

#### 1918
- janvier - mai : mouvement sur la rive droite de la Meuse sur le front de Verdun dans le secteur de Samogneux et de la cote 344. Relevée par la 6e division d'infanterie bavaroise[3].
- fin mai - 16 juin : retrait du front, mouvement dans la région de Reims ; repos.
- 20 juin - 1er juillet : en ligne, occupe un secteur du front dans la région de Anthenay ; relevée par la 103e division d'infanterie[3].
- 2 - 14 juillet : retrait du front ; repos dans la région de Fismes et de Hourges.
- 15 juillet - 7 août : engagée dans la seconde bataille de la Marne au sud-est de Ville-en-Tardenois vers Chambrecy, Champlat, repli sur une ligne Ville-en-Tardenois Romigny.
- 7 - 29 août : retrait du front, mouvement vers la région de Cambrai ; repos et instruction.
- 1er - 10 septembre : en ligne le long de la route reliant Arras à Cambrai vers Bullecourt. Combats défensifs devant l'attaque britannique, la division est repoussée sur Inchy et Marquion[n 1].
- 10 - 28 septembre : retrait du front ; repos.
- 28 septembre - 1er octobre : en ligne au nord de Cambrai dans la région de Sancourt, Blécourt.
- 1er - 23 octobre : mouvement vers le nord, relève de la 48e division de réserve au nord de la Scarpe combats défensifs vers Saint-Amand-les-Eaux.
- 23 octobre - 11 novembre : retrait du front, mouvement vers le nord vers Thulin, relève de la 185e division d'infanterie vers Ghissegnies ; combat vers Le Quesnoy[3]. Retrait du front le 7 novembre. Après la signature de l'armistice, la division est rapatriée en Allemagne où elle est dissoute au cours de l'année 1919.

## Chefs de corps
| Grade                        | Nom                                          | Date                               |
| ---------------------------- | -------------------------------------------- | ---------------------------------- |
| Generalmajor/Generalleutnant | Hermann von Gersdorff                        | 30 octobre 1866 - 6 août 1870      |
| Generalmajor                 | Bernhard von Schkopp                         | 7 août - 19 septembre 1870         |
| Generalmajor                 | Ludwig von Wittich                           | 20 septembre 1870 - 17 mars 1872   |
| Generalleutnant              | Guillaume de Mecklembourg                    | 18 mars 1872 - 12 novembre 1873    |
| Generalmajor/Generalleutnant | Hugo von Thile                               | 13 novembre 1873 - 13 janvier 1874 |
| Generalmajor/Generalleutnant | Heinrich von Blumenthal                      | 18 janvier 1874 - 14 février 1881  |
| Generalleutnant              | Ernst von Unger (de)                         | 15 février 1881 - 22 novembre 1886 |
| Generalleutnant              | Hans von Passow (de)                         | 23 novembre 1886 - 16 juin 1889    |
| Generalleutnant              | Frédéric de Hohenzollern-Sigmaringen         | 17 juin 1889 - 21 septembre 1893   |
| Generalleutnant              | Bernard III de Saxe-Meiningen-Hildburghausen | 22 septembre 1893 - 21 mars 1895   |
| Generalmajor/Generalleutnant | Paul von Collas (de)                         | 22 mars 1895 - 9 septembre 1898    |
| Generalleutnant              | Frédéric-Léopold de Prusse                   | 10 septembre 1898 - 6 juin 1900    |
| Generalleutnant              | Oskar von Rabe                               | 7 juin 1900 - 16 janvier 1903      |
| Generalleutnant              | Josias von Heeringen                         | 17 janvier 1903 - 23 juin 1906     |
| Generalleutnant              | Karl von Plettenberg                         | 24 juin 1906 - 11 avril 1910       |
| Generalleutnant              | Eberhard von Claer                           | 12 avril 1910 - 13 juin 1911       |
| Generalleutnant              | Carl von Oertzen                             | 14 juin - 17 décembre 1911         |
| Generalleutnant              | Otto Liman von Sanders                       | 18 décembre 1911 - 7 décembre 1913 |
| Generalleutnant              | Hugo von Freytag-Loringhoven                 | 8 décembre 1913 - 1er août 1914    |
| Generalmajor                 | Karl Dieffenbach                             | 2 août 1914 - 16 décembre 1916     |
| Generalmajor                 | Kurt Kruge                                   | 17 décembre 1916 - août 1917       |
| Generalleutnant              | Otto Neubaur                                 | août 1917 - novembre 1918          |